# Brasil nos Jogos Pan-Americanos de 1963
O Brasil competiu nos Jogos Pan-Americanos de 1963, que sediou em São Paulo, no Brasil.